# Swift Current
Swift Current es una ciudad canadiense situada en la provincia de Saskatchewan.

## Superficie
Swift Current tiene una superficie de 29,3 km².

## Demografía
En 2021, tenía 16 750 habitantes, una densidad poblacional de 571,6 hab./km², y 7891 viviendas.